# CNN Latino
CNN Latino fue un canal de televisión operado por Time Warner y dirigido al público hablante del español estadounidense. Fue una versión de CNN en Español. 
La señal se trató de un bloque de programación de ocho horas en español hecho para el mercado hispano de Estados Unidos, cuya programación cubrió noticias, estilo de vida, documentales, entrevistas y debates, emitiéndose en canales locales de siete ciudades. Lanzado a fines de 2012, cesó sus operaciones hacia principios de 2014.
CNN Latino fue el primer paso de CNN fuera de la televisión por cable. Algunos programas fueron producidos en Los Ángeles, Atlanta, Miami y Washington D. C..

## Historia

### Lanzamiento
Su lanzamiento fue anunciado el 3 de diciembre de 2012 por la vicepresidenta ejecutiva del canal Cynthia Hudson e inició sus transmisiones el 28 de enero de 2013 de lunes a viernes desde las 3 p. m. hasta las 11 p. m. (Tiempo del Pacífico), incluyendo producciones locales, programas que ya se transmiten en CNN en Español y producción de BuenaVision.
Inicialmente, sus transmisiones se realizan sólo para la ciudad de Los Ángeles en la estación de televisión KBEH-63, para luego extenderse a seis ciudades más de Estados Unidos con el objetivo de abarcar hasta el 65% del mercado hispano (a través de afiliaciones con al menos cinco canales más en otras ciudades de ese país) en 2016.
El 1 de abril de 2013, se anunció que se extendía a las ciudades de Nueva York, Orlando, Tampa y Phoenix. Para ello, se asoció con TMA-TIG y SIMA Communications.
La señal en Nueva York, también se encontraba disponible en los sistemas de cable al final del año y contó con otras producciones locales y de cadenas afiliadas en América Latina. En Orlando, estaba en los cableoperadores Verizon, AT&T U-Verse, Century Link, Summit Broadband y Bright House. En Tampa y Phoenix, también estuvo disponible en algunas operadores. Luego en mayo, se extendió a Salt Lake City y en agosto a Miami.

### Cierre
Con el justificativo de que no alcanzó las «expectativas de negocio» (por el presupuesto y la baja audiencia), todas las señales y su programación fueron discontinuadas por Time Warner hacia principios y mediados de 2014. A la notificación de clausura siguieron anuncios de despidos. La noticia fue anunciada mediante un comunicado de la cadena.
Tras esto, la señal de Miami anunció que mantendría la programación. En marzo de 2014 la señal se convirtió en Mira TV. y en otras cableoperadoras fue reemplazado por CNN en Español.

## Presentadores
- Alejandra Oraa: presentadora de Contrastes
- Carmen Aristegui: presentadora de Aristegui
- Elizabeth Espinosa: presentadora de Sin límites[17]
- Fernando del Rincón: presentador de Panorama USA y Conclusiones
- Camilo Egaña: presentador de Camilo
- Juan Carlos Arciniegas: presentador de Showbiz latino
- Mariela Encarnación: presentadora de Showbiz latino
- Juan Carlos López: presentador de Choque de opiniones (desde Washington D. C.)
- Marcela Trucios: presentadora de Deportes USA
- María Elvira Salazar: presentadora de Maria Elvira
- María Regina Bustamante: presentadora de CNN archivo
- Marisa Azaret: presentadora de Doctora Azaret
- Natalia Denegri: presentadora de Corazones guerreros
- Patricia Janiot: presentadora de Nuestro mundo
- Soraya Galán: presentadora de Magazine CNN

### Corresponsales
- Jaqueline Hurtado
- Karina Dalmás
- Diulka Pérez

### Productores
- Benjamín Fernández
- Claudia Domínguez: productora de Panorama USA
- Héctor Manuel Castro: productor de Cala
- Kay Guerrero: productora de Panorama USA
- Peter Jones: productor de Panorama USA
- Fernando Soto: productor de Sin límites

### Editores y ejecutivos
- Cynthia Hudson - Vicepresidente senior, gerente general y Estrategia Hispana para CNN/EE.UU[18]
- Eduardo Suárez - Vicepresidente de programación[19]
- Isabel Bucaram - Jefa de relaciones públicas
- Willie Lora - Director de programación

## Programación
- Aristegui: Conversación diaria con una personalidad del ambiente político, económico y cultural de México, ocasionalmente con invitados del resto de América.[20]
- Cala: entrevista diaria a los personajes más reconocidos de Latinoamérica.[20]
- Café CNN: programa matutino.
- Choque de opiniones: dos invitados enfrentan sus visiones de un tema en controversia.[20]
- CNN archivo: programa de documentales.
- Conclusiones: un resumen de los hechos más importantes del día con analistas y reflexiones.[20]
- Contrastes:
- Corazones guerreros:
- Cruzando fronteras: programa sobre los inmigrantes.
- Deportes CNN: noticiero deportivo.
- María Elvira: Programa informativo y de debate (Novela Política)
- Doctora Azaret: programa sobre estilo de vida saludable.
- Magazine CNN: programa de vida y estilo latino.
- Nuestro mundo: noticiario vespertino, con las informaciones que ocurren en el momento.[20]
- Panorama USA: es el noticiero estelar del canal.
- Showbiz latino: informa y analiza a manera de charla virtual lo más comentado y lo más controversial de la vida de las celebridades.
- Sin límites: programa de entrevistas y debate en el que expertos y periodistas de Estados Unidos y Latinoamérica analizan los temas de actualidad que afectan a la comunidad latina. Sin límites fue ganador de un premio GLADD en abril del 2014 en la categoría Oustanding Show Interview Spanish.[7]

## Controversias
Alberto Padilla, experiodista y presentador de CNN, denunció que los hermanos Roberto y William Isaías (con procesos judiciales en su contra en Ecuador por el caso Filanbanco) eran accionistas de CNN Latino. Isabel Bucaram, directora de Relaciones Públicas de CNN en Español, fue el nexo entre la cadena y los hermanos.